# Per tutte le volte che... (singolo)
Per tutte le volte che... è un brano musicale del cantante italiano Valerio Scanu, pubblicato il 17 febbraio 2010 dall'etichetta discografica EMI, come primo singolo estratto dal suo secondo album in studio, intitolato anch'esso Per tutte le volte che....

## Il brano e la partecipazione a Sanremo
Il cantante ha partecipato al Festival di Sanremo 2010 con questo brano che, eliminato dopo la prima esecuzione avvenuta durante la seconda serata della manifestazione, è stato ripescato al termine della quarta serata, risultando poi il più votato nella finale e venendo proclamato vincitore della gara.
Il brano è stato eseguito al Festival di Sanremo sotto la direzione del maestro Peppe Vessicchio e interpretato, durante la terza e la quarta serata dedicate ai duetti, insieme ad Alessandra Amoroso, vincitrice nel 2009 dell'ottava edizione del talent show Amici di Maria De Filippi, che aveva visto lo stesso Scanu classificarsi secondo.
È stato composto da Pierdavide Carone, concorrente della nona edizione del citato programma, che era in svolgimento durante la partecipazione del brano a Sanremo. Scanu, in un'intervista durante la quale gli è stato chiesto cosa lo avesse colpito del testo di Carone, ha dichiarato: Mi ha colpito il fatto che dopo cinque giorni me lo ricordavo ancora, e soprattutto la fluidità del testo. Il brano era stato in un primo momento annunciato dall'ufficio stampa del Festival con il titolo Un attimo con te.

## Video musicale
Sono state pubblicate due versioni ufficiali del video. La prima versione, diretta da Gaetano Morbioli è ambientata a Milano e mostra un momento intimo del cantante, mentre la seconda mostra il percorso di una storia di amore, interpretata da due giovani innamorati.
Il video musicale ha vinto nella categoria My TRL Best Video ai TRL Awards 2010.

## La parodia di Elio e le Storie Tese
Della canzone è stata fatta una parodia da parte del gruppo musicale Elio e le Storie Tese, in cui si fa riferimento al fatto che Maurizio Costanzo possa aver aiutato Scanu a vincere il festival.

## Tracce
Testi e musiche di Pierdavide Carone.
1. Per tutte le volte che... – 3:57

## Successo commerciale
Poco dopo la pubblicazione il singolo supera i 30 000 download divenendo platino digitale, e in seguito premiato dal comico Beppe Braida ai Wind Music Awards 2010.
È stato l'undicesimo singolo più venduto in Italia nel 2010 secondo FIMI.

## Classifiche
| Classifica (2010) | Posizione massima |
| ----------------- | ----------------- |
| Italia            | 1                 |
| Svizzera          | 30                |